# Splitski akvarel (dokumentarni film)
Splitski akvarel, hrvatski dokumentarni film iz 2009. godine. Snimljen je u produkciji 
Hrvatskoga filmskog saveza te Milva film i videa. Distributer je Liburnia Film Festival.

## Ime
Ime je aluzija na poznato djelo Ive Tijardovića Spli'ski akvarel.

## Cjelovit popis osoba na izradi filma
Redatelj i kamera: Boris Poljak. Montaža: Damir Čučić. Glazba: Martin Semenčić. Producentice: Milva Čučić, Vera Robić-Škarica. Produkcija: Hrvatski filmski savez.

## Sadržaj
Prikazana je bavi ljudima na splitskom plaži Žnjanu, koja je nastala oko Mediteranskih igara 1979. prvotnim nasipanjem obale i platoa zemljom, dvadesetak godina poslije same obale šljunkom te nabacivanjem stijenja i dodatnim nasipavanjem u vrijeme papina posjeta Splitu. Stoga i nije klasična plaža, a zbog velikog zemljanog platoa prikladna je za parkiranje. Smatra ju se gradskom plažom za ljude skromnijih mogućnosti, ali i za one kojima je bitnije brzo doći do mora. Teleobjektivom su ljudi na plaži snimljeni u svakodnevnim situacijama u vrelini ljetnog dana, tipičnima za šljunčanu plažu. Od vreline zraka nad tlom treperi daljinska slika kupača, mora, automobila i brodova, uz prateće zvuke, poput pokretne slikarije. Njihov spori ritam stvara sliku čistog postojanja.

## Nagrade
Film je nagrađen Grand prixom kao najbolji film na Liburnia Film Festivalu 2009. godine te iste godine na festivalu eksperimentalnog filma i videa 25 FPS.

## Vanjske poveznice
- splitski akvarel - trailer Kanal DOKUarta na YouTubeu